# Etiopie na Zimních olympijských hrách 2006
Etiopie se účastnila Zimní olympiády 2006 jedním sportovcem.

## Výsledky

### Běh na lyžích
Muži
- Robel Teklemariam
  - 15 km klasickou technikou – 83. místo